# St.-Johannes-Kathedrale (Byblos)

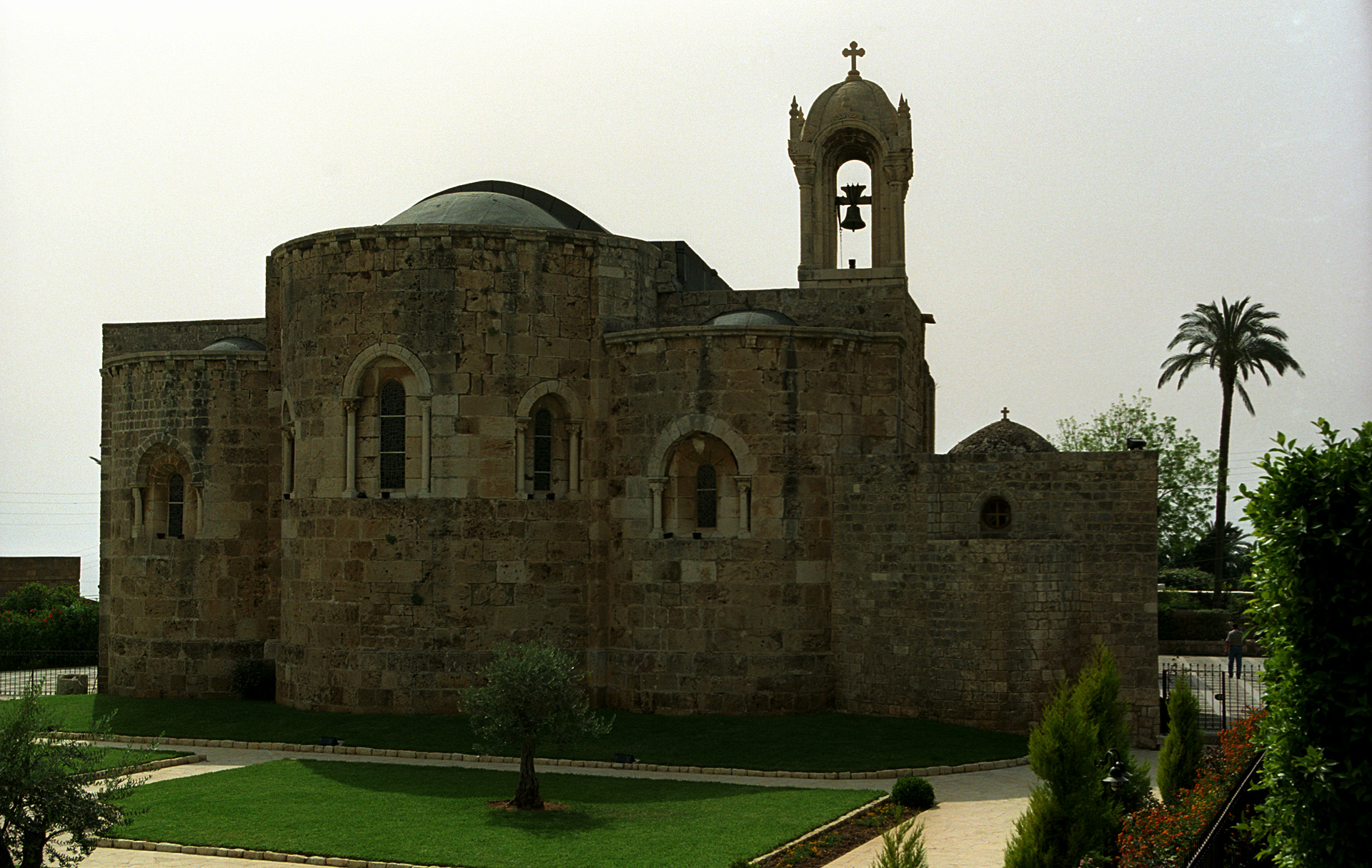
Ostseite der ehemaligen Kathedrale zu Byblos

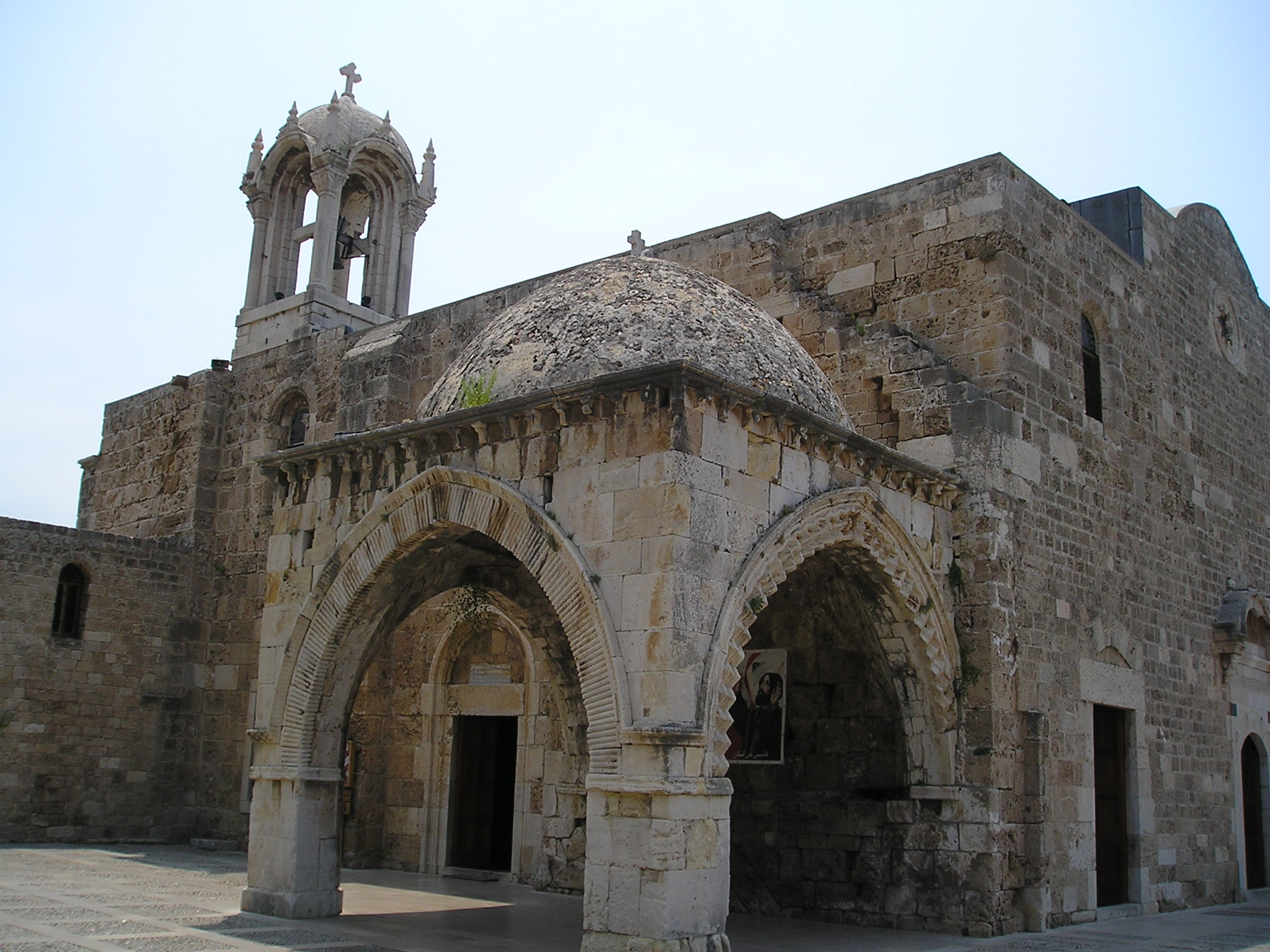
Baptisterium

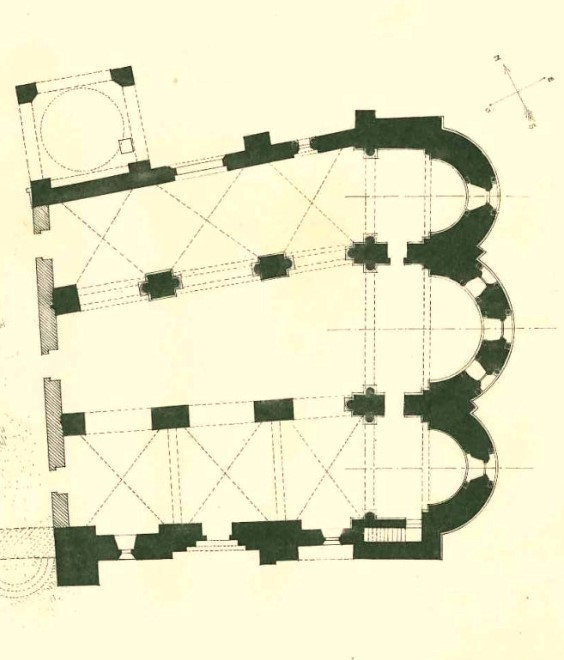
Grundriss, Camille Enlart 1925

Die St.-Johannes-Kathedrale ist eine ehemalige Bischofskirche in Byblos im heutigen Libanon. Sie wurde von den Kreuzfahrern erbaut und dem heiligen Johannes dem Täufer geweiht. Das Gotteshaus ist heute Pfarrkirche.

## Geschichte
1104 wurde Byblos mit der Unterstützung einer genuesischen Flotte von den Kreuzfahrern unter Führung von Raimund von Saint-Gilles erobert. Die Kreuzfahrer nannten die Stadt Gibelet. Um 1115 wurde mit dem Bau der Kathedrale begonnen, genaue Nachrichten über den Baubeginn gibt es in den Quellen nicht. Am 29. Juni 1170 wurde die Stadt von einem Erdbeben schwer getroffen und die Kathedrale erheblich in Mitleidenschaft gezogen. Die Zerstörungen waren so stark, dass man sich nur zu einem teilweisen Wiederaufbau entschloss. Im Rahmen dieser Baumaßnahmen wurden von den sechs Jochen des dreischiffigen Langhauses die westlichen drei Joche vollständig niedergelegt und die Kathedrale somit um die Hälfte verkürzt.
Die Kathedrale schließt im Osten mit drei Apsiden, die sich an einem schmalen dreigliedrigen Chorjoch aufreihen, welches an die drei Langhausjoche anschließt. Das Chorjoch ragt im Süden und im Norden leicht über die Seitenapsiden hinaus und besitzt somit Querhauscharakter. Die mittlere Hauptapsis ragt nur geringfügig nach Osten über die beiden Seitenapsiden hinaus. Die drei Joche des Hauptschiffes sind mit einer Spitztonne gewölbt, die Seitenschiffe besitzen Kreuzgratgewölbe. Der Schmuck der Apsiden ähnelt dem der Kathedrale von Beirut.

## Baptisterium
An der Nordseite des ersten westlichen Jochs befindet sich das kunsthistorisch bedeutendste Bauteil der Kathedrale, das Baptisterium. Es ist noch vor dem Erdbeben von 1170 erbaut und ausgeschmückt worden und ist durch dieses wie die drei Apsiden nicht wesentlich in Mitleidenschaft gezogen worden. Das Baptisterium wölbt sich über quadratischem Grundriss zu einer Pendentifkuppel, gestützt von drei weit gespannten Spitzbögen. Die Bogenläufe zeigen auf allen drei Seiten unterschiedliches Dekor und Verwandtschaft mit dem Gesims der Apsiden. Der Schlussstein des östlichen Bogens zeigt das Malteserkreuz.